# Adriano Rojas
Adriano Rojas (Porto Alegre, 1967 – Porto Alegre, 2004) foi um pintor brasileiro.
Graduou-se em Pintura no Instituto de Artes da UFRGS em 1995. Fez sua primeira individual em 1996, no Projeto João Fahrion do Instituto Estadual de Artes Visuais, dedicado aos novos talentos, e depois participou de diversas exposições, em locais como a Usina do Gasômetro, o Museu de Arte Contemporânea do Rio Grande do Sul, a Pinacoteca Aldo Locatelli e o Museu do Trabalho. Participou da coletiva que em 1999 reuniu os artistas que se destacaram no Projeto João Fahrion, comemorando os dez anos de atividade do Projeto.
Foi influenciado por artistas como De Kooning, Baselitz, Basquiat e Leonilson e pela Arte Pop de modo geral, e na sua última fase incorporou influências do Kitsch e do Neoexpressionismo. Preferia obras de grandes dimensões e desenvolveu seu estilo de pintura numa linha que mesclava abstração e figuração, enfatizando a gestualidade e a sensorialidade.
Falecido prematuramente, foi considerado um artista representativo e importante da "Geração 90" no Rio Grande do Sul, e um dos seus talentos mais promissores. Segundo o critico Andrei Moura, "para Adriano Rojas, a posição clássica da pintura de mimese representacional do mundo empírico é subvertida em expressão enérgica do gesto diretamente lançado à tela. [...] Sua obra, inventiva e pessoal, é ponto de encontro entre a corporeidade do artista e o corpo pictórico, que resulta singular, inconfundível. O tema de sua pintura é a própria pintura, em sintaxe e ação". Para a artista e crítica Teresa Poester, "Adriano Rojas faleceu aos 36 anos interrompendo um percurso justamente quando estava no ponto de partida para a renovação de um trabalho já extremamente maduro. Esta série de novas telas revela um domínio no tratamento pictórico raro de encontrar nos pintores brasileiros. Seus últimos trabalhos constituem, mais do que uma promessa, um presente àqueles que esperam, dos novos artistas, a revigorarão da pintura".
Foi incluído postumamente em diversas exposições coletivas. O Museu de Arte Contemporânea do Rio Grande do Sul organizou uma retrospectiva em 2013, dentro do projeto Memória Contemporânea, com curadoria de Flávio Gonçalves. A retrospectiva foi uma das indicadas para o Prêmio Açorianos nas categorias de Destaque em Curadoria e Destaque em Acervo e Memória. Tem obras na Pinacoteca Barão de Santo Ângelo, na Pinacoteca Aldo Locatelli, e no Museu de Arte Contemporânea do Rio Grande do Sul.